# Dobârceni
Dobârceni est une commune du județ de Botoșani en Roumanie.